# La Membrolle-sur-Choisille
La Membrolle-sur-Choisille is een gemeente in het Franse departement Indre-et-Loire (regio Centre-Val de Loire). De plaats maakt deel uit van het arrondissement Tours. La Membrolle-sur-Choisille telde op 1 januari 2022 3.270 inwoners.

## Geografie
De oppervlakte van La Membrolle-sur-Choisille bedroeg op 1 januari 2022 6,87 vierkante kilometer; de bevolkingsdichtheid was toen 476 inwoners per km².

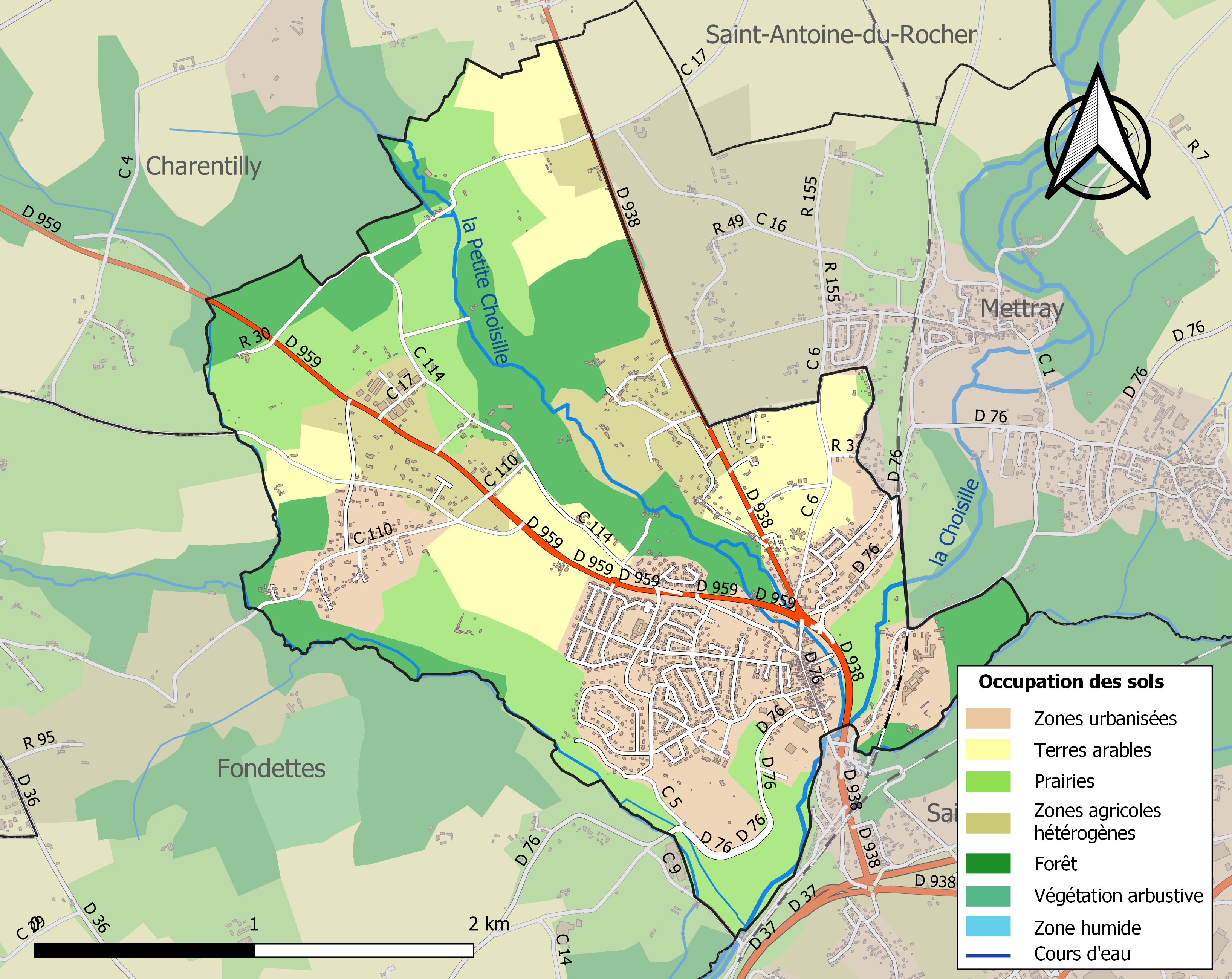
Kaart van de gemeente met de belangrijkste infrastructuur, bodemgebruik en omliggende gemeenten

## Demografie
Onderstaande figuur toont het verloop van het inwonertal (bron: INSEE-tellingen).